# Tau8 Eridani
Tau8 Eridani, (τ8  Eridani, förkortat Tau88 Eri, τ8 Eri) som är stjärnans Bayerbeteckning, eller 33 Eridani, är en dubbelstjärna belägen i den mellersta delen av stjärnbilden Eridanus. Den har en genomsnittlig kombinerad skenbar magnitud på 4,64 och är synlig för blotta ögat där ljusföroreningar ej förekommer. Baserat på parallaxmätning inom Hipparcosuppdraget på ca 8,7 mas, beräknas den befinna sig på ett avstånd på ca 380 ljusår (ca 116 parsek) från solen.

## Egenskaper
Primärstjärnan Tau8 Eridani A är en blå till vit stjärna i huvudserien av spektralklass B6 V. Den har en massa som är ca 5 gånger så stor som solens massa, en radie som är ca 2,6 gånger större än solens och utsänder från dess fotosfär ca 256 gånger mera energi än solen vid en effektiv temperatur av ca 11 900 K och kan ha ett longitudinellt magnetfält med en styrka av -140 ± 71 G. 
Tau8 Eridani är ett enkelsidig spektroskopisk dubbelstjärna med en omloppsperiod på ca 459 dygn och en excentricitet av 0,18. Den är en långsamt pulserande variabel av SPB-typ. Den har en skenbar magnitud som varierar 4,63-4,65 med en period av 0,86438 dygn eller 20,745 timmar.